# 曖昧樂團
Delphic（音譯：特爾斐；台譯：曖昧樂團）是一個來自於英國大曼徹斯特郡斯托克港馬普爾橋的另類舞曲樂團。 該團隸屬於環球唱片（Polydor）旗下，並於2009年4月正式發行單曲"Counterpoint"，製作人為伊万‧皮爾遜，由R&S Records發行。正式團員有四位，包含鼓手丹‧哈德利。 
該團在2009年起進行不列顛音樂季巡迴演唱，並於公園茶會音樂節（T in the Park）、利茲音樂節（Reading and Leeds Festivals）、利物浦電音俱樂部派對（Creamfields） 和 Bestival音樂節表演。
單曲"This Momentary"於2009年8月31日由Kitsuné發行。這支單曲的音樂錄影帶曾被提名3項英國音樂錄影帶大獎（UK Music Video Awards），包含最佳攝製藝術（Best Cinematography） 、最佳剪接（Best Editing）及最佳剪輯（Best Telecine）。在2009年11月時該團首度於BBC搖滾音樂節目"Later... with Jools Holland"登台，並演唱了"Doubt"以及"Halcyon"二首歌曲。
Delphic是BBC2010年度新声15位候選名單當中的其中之一。此名單首度於同年12月7日揭曉。2010年1月6日，Delphic獲選為BBC Sound of 2010的第3名。 
2010年3月31日，專輯Acolyte的北美發行日首度公布，預計於6月29日由Dangerbird Records在美國發行。

## 隨行者
Delphic於2009年11月2日在官方網站上宣布，他們的首張專輯正式命名為Acolyte（中譯:隨行者）且將由Polydor於2010年1月11日在英國發行。BBC Music的樂評路‧托馬斯（Lou Thomas）評論該專輯「可稱為2010年首張最佳專輯」。
專輯單曲當中的"Doubt"和該團首張EP收錄歌曲"Counterpoint"在網路視頻網站YouTube上皆獲得了很高的點閱觀看率。這也使得該專輯在英倫發售首週便創下佳績。
專輯單曲"Red Lights"被E4 (電視頻道)用來作為電視影集90210（新飛越比佛利）的新廣告主題樂。
與Mirrors樂團協同舉行的英國巡迴演唱會銷售一空後，Delphic預計將於3月開始進行新一波的英國巡迴演出。

## 年鑑

### 專輯
- 隨行者 (2010年1月, 寶麗多唱片 / 2010年6月29日, Dangerbird Records) 8# 英國公信榜專輯排名

### EP
Counterpoint / This Momentary EP (2009年10月2日, Chimeric Records, 英國版iTunes獨售)
Doubt EP (2010年1月3日, Chimeric Records, 英國版iTunes獨售)

### 單曲
| 年分 | 曲名             | 排名 | 排名   | 專輯   |
| 年分 | 曲名             | 英國 | 愛爾蘭 | 專輯   |
| ---- | ---------------- | ---- | ------ | ------ |
| 2009 | "Counterpoint"   | —    | —      | 隨行者 |
| 2009 | "This Momentary" | —    | —      | 隨行者 |
| 2010 | "Doubt"          | 79   | —      | 隨行者 |
| 2010 | "Halcyon"        | 143  | —      | 隨行者 |
| 2010 | "Counterpoint"   | —    | —      | 隨行者 |

- "Counterpoint" (2009年4月, R&S)
- "This Momentary" (2009年8月, Kitsuné)
- "Doubt" (2010年1月, 寶麗多唱片)
- "Halcyon" (2010年3月15日, 寶麗多唱片)
- "Counterpoint" (Tim Goldsworthy Edit 改版重製) (2010年6月7日, 寶麗多唱片)

## 外部連結
- Official website
- 曖昧樂團 于 Last.fm
- 曖昧樂團的X（前Twitter）
- Delphic（页面存档备份，存于） on LP33.tv
- Delphic（页面存档备份，存于） at YouTube
- The Jitty: Interview with Delphic
- Daily Music Guide Halcyon review